# جوزف فردریک لایکاک
جوزف فردریک لایکاک (انگلیسی: Joseph Laycock; ۱۲ ژوئن ۱۸۶۷ – ۱۰ ژانویهٔ ۱۹۵۲) فرد نظامی اهل بریتانیا بود.